# J.B. Holmes
John Bradley (J.B.) Holmes (Campbellsville, Kentucky, 26 april 1982) is een Amerikaanse golfprofessional.

## Amateur
JB ging naar de Taylor County High School in Campbellsville en had een lichte vorm van dyslexie. In de derde klas begon hij met golf. Hij speelde de Pepsi Junior Golf Tour totdat hij ging studeren aan de Universiteit van Kentucky. In 2005 speelde hij de Walker Cup waarna hij professional werd. Zijn schoolvriend Brandon Parsons is tegenwoordig zijn caddie.

### Teams
- Walker Cup: 2005 (winnaars)

## Professional
In 2005 won hij de Tourschool en sindsdien speelt JB op de Amerikaanse PGA Tour. Zijn eerste toernooi in 2006 eindigde hij op de 10de plaats en bij zijn vierde toernooi behaalde hij zijn eerste overwinning, het FBR Open. Nog nooit had een rookie zo snel een miljoen dollar verdiend. Daarna zakte hij echter in elkaar. Dit duurde ruim een jaar maar in 2008 won hij nogmaals het FBR Open, ditmaal door Phil Mickelson op de eerste hole van de play-off te verslaan. In april 2008 bereikte hij de top-50 van de Official World Golf Ranking.
JB staat erom bekend dat zijn afslagen erg ver gaan, gemiddeld ruim 300 yards. Net als Severiano Ballesteros en John Daly hoopt hij dan op een korte afstand naar de green. Het heeft weinig te maken met precisie golf.
In 2008 speelde hij in de Ryder Cup. Zondag versloeg hij Søren Hansen met 2&1, waarna het Amerikaanse team nog maar één punt nodig had om te winnen. Dat punt werd binnengehaald door Jim Furyk, die Miguel Angel Jiménez op de 17de hole versloeg.

### Gewonnen
Amerikaanse PGA Tour
| Nr. | Datum           | Toernooinaam             | Score           | Score | Info                                                |
| --- | --------------- | ------------------------ | --------------- | ----- | --------------------------------------------------- |
| 1   | 5 februari 2006 | FBR Open                 | 68-64-65-66=263 | –21   |                                                     |
| 2   | 3 februari 2008 | FBR Open                 | 68-65-66-71=270 | –14   | Won de play-off van Phil Mickelson                  |
| 3   | 4 mei 2014      | Wells Fargo Championship | 70-67-66-71=274 | –14   |                                                     |
| 4   | 5 april 2015    | Shell Houston Open       | 65-70-73-64=272 | –16   | Won de play-off van Johnson Wagner en Jordan Spieth |

Overige
- 2003: Kentucky Open (als amateur)
- 2004: Kentucky Open (als amateur)
- 2010: CVS Caremark Charity Classic (met Ricky Barnes)

Teams
- Ryder Cup: 2008 (winnaars)